# Margareta af Connaught
Hendes Kongelige Højhed Kronprinsesse Margareta af Sverige (engelsk: Margaret Victoria Charlotte Augusta Norah; 15. januar 1882 – 1. maj 1920), født som Prinsesse Margaret af Connaught, var datter af Arthur af Connaught og sønnedatter af dronning Victoria. Hun var datter af Louise Margarete af Preussen og datterdatter af Generalfeltmarskal Frederik Karl af Preussen.

## Ægteskab og børn
15. juni 1905 blev hun gift med kronprins Gustav Adolf af Sverige, den senere Gustav 6. Adolf. De fik fem børn:
1. Arveprins Gustav Adolf, hertug af Västerbotten (1906-1947), far til kong Carl 16. Gustav af Sverige.
2. Prins Sigvard, hertug af Uppland, senere grev Sigvard Bernadotte af Wisborg (1907-2002)
3. Prinsesse Ingrid, senere dronning af Danmark (1910-2000).
4. Prins Bertil, hertug af Halland (1912-1997), gift i 1976 med Prinsesse Lilian af Sverige, der blev født i 1915 som Lilian May Davies.
5. Prins Carl Johan, hertug af Dalarna, senere grev Carl Johan Bernadotte af Wisborg (1916-2012)

## Senere liv
Kronprinsesse Margareta døde som 38-årig af en øreinfektion, der udviklede sig med ondartede skoldkopper, pusdannelse i kæbehulerne og blodforgiftning.
Kronprinsesse Margareta døde før sin svigerfar Kong Gustav 5. derfor blev hun aldrig dronning af Sverige. Hendes mand Gustav 6. blev efterfølgende gift med Louise Mountbatten som blev dronning af Sverige som Dronning Louise.  
Margareta er mormor til Danmarks dronning Margrethe 2.